# Kassena

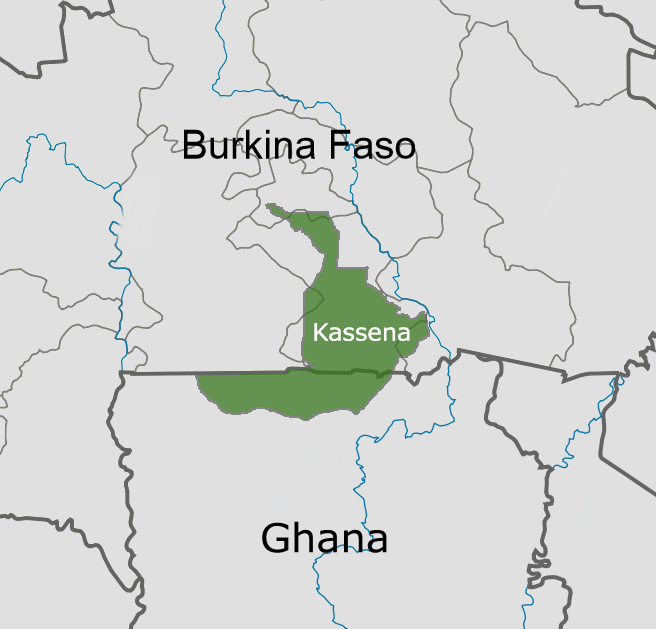
Una mappa della regione in cui vive il popolo Kassena

I Kassena sono un popolo del Ghana settentrionale e del Burkina Faso meridionale. Parlano la lingua kassena, una delle lingue gur. Appartengono a un gruppo di etnie affini che vengono collettivamente indicate con il nome di Gurunsi, distribuite fra il nord del Ghana e il Burkina Faso.

## Storia
Il popolo kassena ha iniziato a diversificarsi dalle altre etnie gurunsi in epoca coloniale, e in particolare a partire dall'inizio del XX secolo, quando la spartizione della regione gurunsi fra Francia e Regno Unito portò all'isolamento dei kassena del Ghana dagli altri gruppi (la maggior parte dei quali si trovano in territorio burkinabé).

## Economia
I Kassena sono principalmente agricoltori. Le principali colture sono miglio, sorgo e igname, a cui si aggiungono produzioni minori di mais, riso, arachidi e fagioli. In prossimità dei centri abitati si trovano anche piantagioni di sesamo e tabacco. Nella stagione secca gli uomini contribuiscono al sostentamento della famiglia anche cacciando e pescando.

## Società
I Kassena non hanno una struttura sociale gerarchica: non ci sono capi tribali, e le decisioni più importanti vengono prese da un consiglio a cui hanno accesso tutti gli anziani. Le autorità religiose hanno una autorità riconosciuta in certi settori, soprattutto relativamente alla pianificazione delle attività agricole.

## Religione
I Kassena credono in un creatore supremo, a cui è dedicato un altare al centro di ogni villaggio. Ogni comunità ha una maschera rituale (in genere la più antica) a cui attribuisce lo speciale significato di rappresentare lo spirito del creatore, detto Su. Su viene pregato affinché protegga la comunità, sconfigga i nemici, e mantenga la pace nei villaggi, e favorisca la fertilità delle donne.
Ogni famiglia ha una capanna dedicata a raccogliere gli oggetti sacri dei suoi avi, che servono a proteggere i membri della famiglia e la sua armonia.

## Arte
L'arte kassena è principalmente legata alla lavorazione del legno. Sono rinomate in particolare le maschere. Altri oggetti in legno tipici dell'artigianato kassena includono statuette antropomoriche e sgabelli decorati.